# Giải bóng đá vô địch các câu lạc bộ sông Mê Kông
Giải bóng đá vô địch các câu lạc bộ sông Mê Kông (Tên tiếng Anh: Mekong Club Championship) là giải bóng đá dành cho nam của các câu lạc bộ thuộc khu vực Đông Nam Á. Bao gồm 5 đội bóng là 5 nhà vô địch của các giải đấu hạng cao nhất từ Campuchia, Lào, Myanmar, Thái Lan và Việt Nam. Giải đấu được tài trợ bởi hãng Toyota.

## Lịch sử
Trong năm 2014, Toyota mong muốn phát triển đời sống con người, cầu thủ bóng đá và bóng đá trong nước của các nước dọc theo sông Mê Kông bao gồm Campuchia, Lào, Myanmar và Việt Nam. Vì vậy, Toyota tổ chức một giải bóng đá vào năm 2014 lấy tên gọi:  " Mekong Club Championship"  với sự tham dự của bốn Quốc gia kể trên. Tỉnh Bình Dương, Việt Nam trở thành địa điểm đăng cai lần đầu tiên và Câu lạc bộ bóng đá Becamex Bình Dương trở thành câu lạc bộ đầu tiên đoạt chức vô địch. Giải đấu thứ hai được tổ chức trong năm 2015, Thái Lan tham dự Giải bóng đá vô địch các câu lạc bộ sông Mê Kông, vì vậy giải đấu sẽ có năm câu lạc bộ từ năm Quốc gia cho đến thời điểm hiện tại.
Tính đến năm 2017, Buriram United của Thái Lan đoạt chức vô địch nhiều lần nhất với hai chức vô địch liên tiếp vào các năm 2015, 2016.

## Các kết quả
| 2014 Chi tiết | Becamex Bình Dương       | 4–1     | Ayeyawady United    | Phnom Penh Crown   | 2–0                | Hoang Anh Attapeu  |
| 2015 Chi tiết | Buriram United           | 1–0     | Boeung Ket Angkor   | Becamex Bình Dương | Becamex Bình Dương | Becamex Bình Dương |
| 2016 Chi tiết | Buriram United           | 0–1 2–0 | Lanexang United     | Boeung Ket Angkor  | Boeung Ket Angkor  | Boeung Ket Angkor  |
| 2016 Chi tiết | thắng với tổng tỉ số 2–1 |         |                     | Boeung Ket Angkor  | Boeung Ket Angkor  | Boeung Ket Angkor  |
| 2017 Chi tiết | Muangthong United        | 3–1 4–0 | Sanna Khánh Hòa BVN | Lào Toyota         | Lào Toyota         | Lào Toyota         |
| 2017 Chi tiết | thắng với tổng tỉ số 7–1 |         |                     | Lào Toyota         | Lào Toyota         | Lào Toyota         |

## Xếp hạng theo Câu lạc bộ
| # | Đội bóng            | Quán quân      | Á quân   | Hạng ba  |
| - | ------------------- | -------------- | -------- | -------- |
| 1 | Buriram United      | 2 (2015, 2016) | 0        | 0        |
| 2 | Becamex Bình Dương  | 1 (2014)       | 0        | 1 (2015) |
| 3 | Muangthong United   | 1 (2017)       | 0        | 0        |
| 4 | Boeung Ket Angkor   | 0              | 1 (2015) | 1 (2016) |
| 5 | Lanexang United     | 0              | 1 (2016) | 0        |
| 6 | Ayeyawady United    | 0              | 1 (2014) | 0        |
| 7 | Sanna Khánh Hòa BVN | 0              | 1 (2017) | 0        |
| 8 | Phnom Penh Crown    | 0              | 0        | 1 (2014) |
| 9 | Lao Toyota          | 0              | 0        | 1 (2017) |

## Xếp hạng theo quốc gia
| # | Quốc gia  | Quán quân | Á quân | Hạng ba |
| - | --------- | --------- | ------ | ------- |
| 1 | Thái Lan  | 3         | 0      | 0       |
| 2 | Việt Nam  | 1         | 1      | 1       |
| 3 | Campuchia | 0         | 1      | 2       |
| 4 | Lào       | 0         | 1      | 1       |
| 4 | Myanmar   | 0         | 1      | 0       |

## Xếp hạng số lần tham dự của các câu lạc bộ
| Đội bóng            | Số lần tham dự | Các năm          |
| ------------------- | -------------- | ---------------- |
| Boeung Ket Angkor   | 3              | 2015, 2016, 2017 |
| Becamex Bình Dương  | 2              | 2014, 2015       |
| Buriram United      | 2              | 2015, 2016       |
| Lao Toyota          | 2              | 2015, 2017       |
| Ayeyawady United    | 1              | 2014             |
| Phnom Penh Crown    | 1              | 2014             |
| Hoang Anh Attapeu   | 1              | 2014             |
| Yangon United       | 1              | 2015             |
| Lanexang United     | 1              | 2016             |
| SHB Đà Nẵng         | 1              | 2016             |
| Yadanarbon          | 1              | 2016             |
| Muangthong United   | 1              | 2017             |
| Sanna Khánh Hòa BVN | 1              | 2017             |

## Tốp ghi bàn
| Năm  | Cầu thủ                   | Câu lạc bộ          | Số bàn thắng |
| ---- | ------------------------- | ------------------- | ------------ |
| 2014 | George Bisan              | Phnom Penh Crown    | 3            |
| 2015 | Chan Vathanaka            | Boeung Ket Angkor   | 5            |
| 2016 | Soukaphone Vongchiengkham | Lanexang United     | 3            |
| 2017 | Youssouf Touré            | Sanna Khánh Hòa BVN | 7            |

## Nhà tài trợ

### Nhà tài trợ chính
- 2014-2017: Tập đoàn Kao, Toyota Tsusho

### Nhà tài trợ đồ dùng thể thao
- Mizuno

### Nhà tổ chức
- Toyota

## Truyền hình trực tiếp
- Kênh Fox Sports Asia